# Bukove, Nadvirna
Bukove (în ucraineană Букове) este un sat în comuna Pasicina din raionul Nadvirna, regiunea Ivano-Frankivsk, Ucraina.

## Demografie
Componența lingvistică a localității Bukove
     Ucraineană (99,82%)
     Alte limbi (0,18%)
Conform recensământului din 2001, majoritatea populației localității Bukove era vorbitoare de ucraineană (99,82%), existând în minoritate și vorbitori de alte limbi.